# Caloptychia chrysialis
Caloptychia chrysialis är en fjärilsart som beskrevs av Stoll 1790. Caloptychia chrysialis ingår i släktet Caloptychia och familjen Crambidae. Inga underarter finns listade i Catalogue of Life.